# Tamanna Agnihotri
Tamanna Agnihotri (nacida en 1997) es una actriz noruega y presentadora de programas en NRK. Sus padres son originarios de India.
Agnihotri creció en Prinsdal, Oslo, y actuó en la revista de la escuela secundaria Bjørnholt en 2015. Estudió Ciencias de los Medios en la Universidad de Oslo y trabajó en el casting para televisión y cine durante sus estudios.
En 2018, Agnihotri tuvo un pequeño papel en la película "Utøya 22. juli".
Mientras dirigía la empresa de casting Agni Casting, en 2019 fue seleccionada para interpretar el papel de Anila en la serie de NRK "Skitten Snø".
En 2020, se convirtió en presentadora del programa de NRK "Mensen". El programa era un talk show que discutía temas relacionados con la menstruación y se emitió en otoño de 2020. Al mismo tiempo, Agnihotri trabajaba como presentadora de radio en NRK P3 y NRK mP3.
En enero de 2021, comenzó como presentadora del podcast de NRK P3 "Pålogga", que contaba historias del Internet. El podcast continuó hasta el otoño de 2021; el último episodio se publicó el 14 de diciembre de 2021.
Durante el verano de 2021, Agnihotri fue una de las presentadoras del programa de slow TV "Sommerskuta".
En otoño de 2021, participó en el programa de NRK "Latterlig Politikk". Allí, asumió el rol como una de los nueve comediantes que debatían en nombre de un partido antes de las elecciones parlamentarias de 2021.Agnihotri representó al Partido de la Izquierda Socialista en el debate de comediantes.
En 2023, Agnihotri fue concursante en la temporada 3 del programa de TV 2 "Forræder".